# Hiroko Tsuji
Hiroko Tsuji (辻 寛子?, Tsuji Hiroko; Toyama, 22 marzo 1986) è una cantante giapponese.
Durante il suo tour in Italia nel 2014, ricevette l'onorevole titolo di “Signorina” dai Cavalieri dell'Associazione dei Cavalieri di San Silvestro.

## Biografia
Il 28 settembre 2014 Hiroko Tsuji eseguita a CID - UNESCO World Dance Congress Giappone nel Tokyo Disney Resort Ikspiari.
Il 14 novembre 2014 Hiroko Tsuji, insieme al compositore e musicista internazionale Kento Masuda a Milano, Italia.
Il 6 dicembre 2014 Tsuji si esibì all' “Associazione dei Cavalieri di San Silvestro” celebrazione del Monumentalis Ecclesiae Sancti Silvestri Societas a Tivoli, Italia. Il 30 maggio 2015, Tsuji ricevette il titolo di Signorina durante questa performance, quale riconoscimento dall'Ordine di San Silvestro papa, come donna che si è distinta per il suo contributo, per il suo talento musicale e le opere di beneficenza.
L'8 febbraio 2015 Tsuji partecipò al prestigioso 57º Grammys a Los Angeles, California. Tsuji ha inoltre aderito a We Are One, registrando a Los Angeles, come oggi di We Are The World. Prodotto da David Longoria, e più di 400 artisti di registrazione a cantare insieme.
Il 22 marzo 2016 Hiroko Tsuji pubblicò il suo primo album “Free Yourself” prodotto da Kento Masuda e dal pluripremiato produttore della Florida Gary Vandy. “Free Yourself” è stato registrato nello Studio Auditoria Records. “Free Yourself” conta come Simone Tomassini e contiene un libretto di 20 pagine con immagini pittoresche dell'artista. Ha inoltre ricevuto il riconoscimento globale dei Music Awards globali ed è stato onorato come un vincitore con una medaglia d'argento per "Fly Away" voce femminile di straordinarie conquiste dalla sua ultima versione "Free Yourself" (2016).

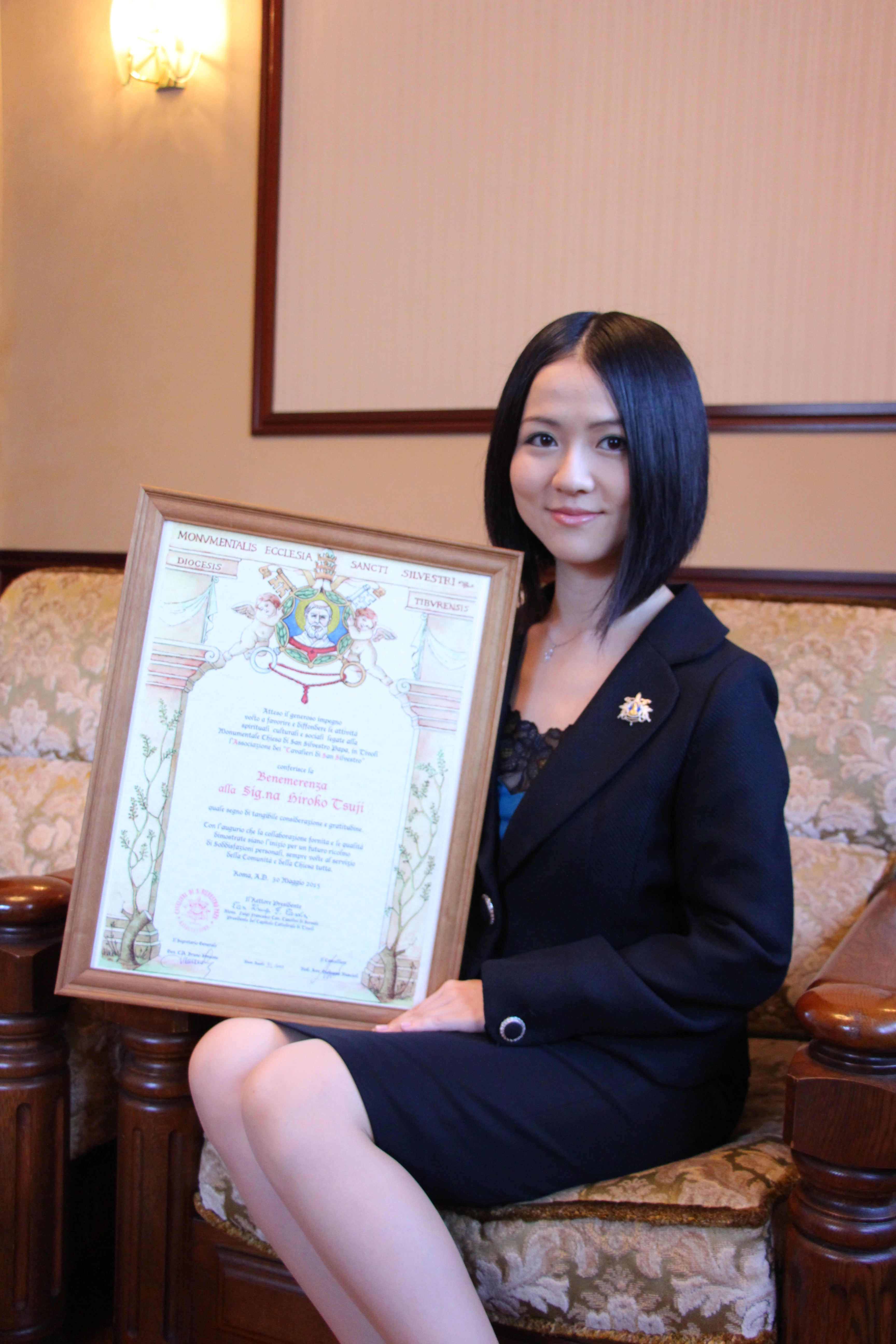
Hiroko Tsuji an accoladed by Order of St. Sylvester

## Discografia

### Album in studio
|   | Titolo        | Data di uscita  |
| - | ------------- | --------------- |
| 1 | Free Yourself | 22. maggio 2016 |

## Premi e nomination
| Anno | Premio              | Piece nomination | Categoria    | Risultato       |
| ---- | ------------------- | ---------------- | ------------ | --------------- |
| 2016 | Global Music Awards | "Fly Away"       | Female Vocal | Vincitore/trice |

## Onorificenze
Ordine di San Silvestro papa, 2015